# 아일랜드의 맥주

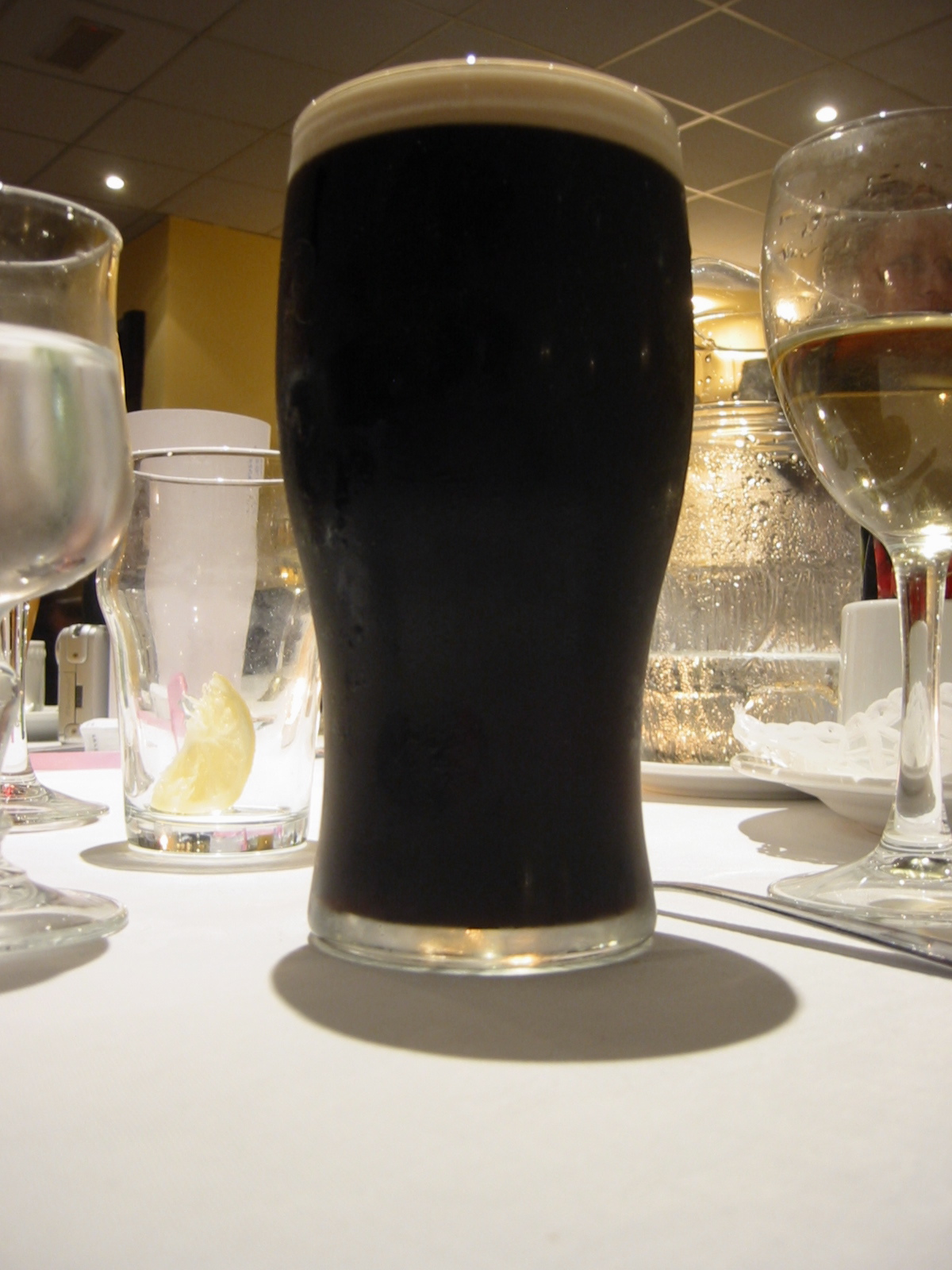
아일랜드 흑맥주.

아일랜드의 양조 역사는 매우 깊으며, 맥주 생산량은 8백만 헥토리터(=8억 리터) 이상으로, 전체 알코올 소비량 중 거의 절반이 맥주에 해당한다. 맥주 판매량 중 라거가 60%, 흑맥주가 34%, 에일이 나머지 6%를 차지한다.

## 아일랜드 맥주의 역사
19세기 이전의 아일랜드에는 2백여 개 이상의 양조장이 있었고, 그 중 더블린에만 55개소가 있었다. 19세기를 거치면서 양조장 수는 50여개로 뚝 떨어졌고, 2007년에는 12개소만 남아 있다.
아일랜드 섬에는 홉이 자생하지 않았기 때문에 원래 아일랜드 맥주는 홉을 넣지 않은 에일 뿐이었다. 18세기에 영국에서 대량의 홉이 수입되었다. 1752년에는 더블린 한 곳을 통해서만 500 톤의 영국 홉이 수입되었다. 18세기 하반기에는 영국 맥주, 특히 흑맥주 수입량이 1750년에 15,000 통, 1785년에 65,000 통, 1792년에 100,000 통 이상으로 점점 증가했다. 1760년대 아일랜드에서는 약 600,000 통의 맥주가 양조되었다. 18세기 아일랜드 의회는 맥주가 위스키보다 덜 해롭다는 이유로 증류주에 과세한 세금을 양조주 진흥에 사용했다.
19세기 초에서 1814년에 걸쳐 아일랜드의 대 영국 맥주 수출량은 수입량을 뛰어넘었다. 세기가 바뀌면서 잉글랜드에 대한 아일랜드의 맥주 수출량의 증가는 가속되어 1828년경에 11,328 통으로 다소 침체하였다가, 1901년에 689,796 통을 수출하였다.

## 아일랜드의 맥주 시장
아일랜드는 한 해에 약 8.5m 헥토리터의 맥주를 생산한다. 그 중 42% 이상이 수출되는데, 주로 영국으로 수출된다. 아일랜드는 유럽에서 네 번째로 맥주를 많이 소비하는 국가이다.
| 나라       | 단위: 리터 |
| ---------- | ---------- |
| 체코       | 159        |
| 독일       | 110        |
| 오스트리아 | 106        |
| 아일랜드   | 90         |
| 영국       | 81         |
| 벨기에     | 76         |

## 흑맥주

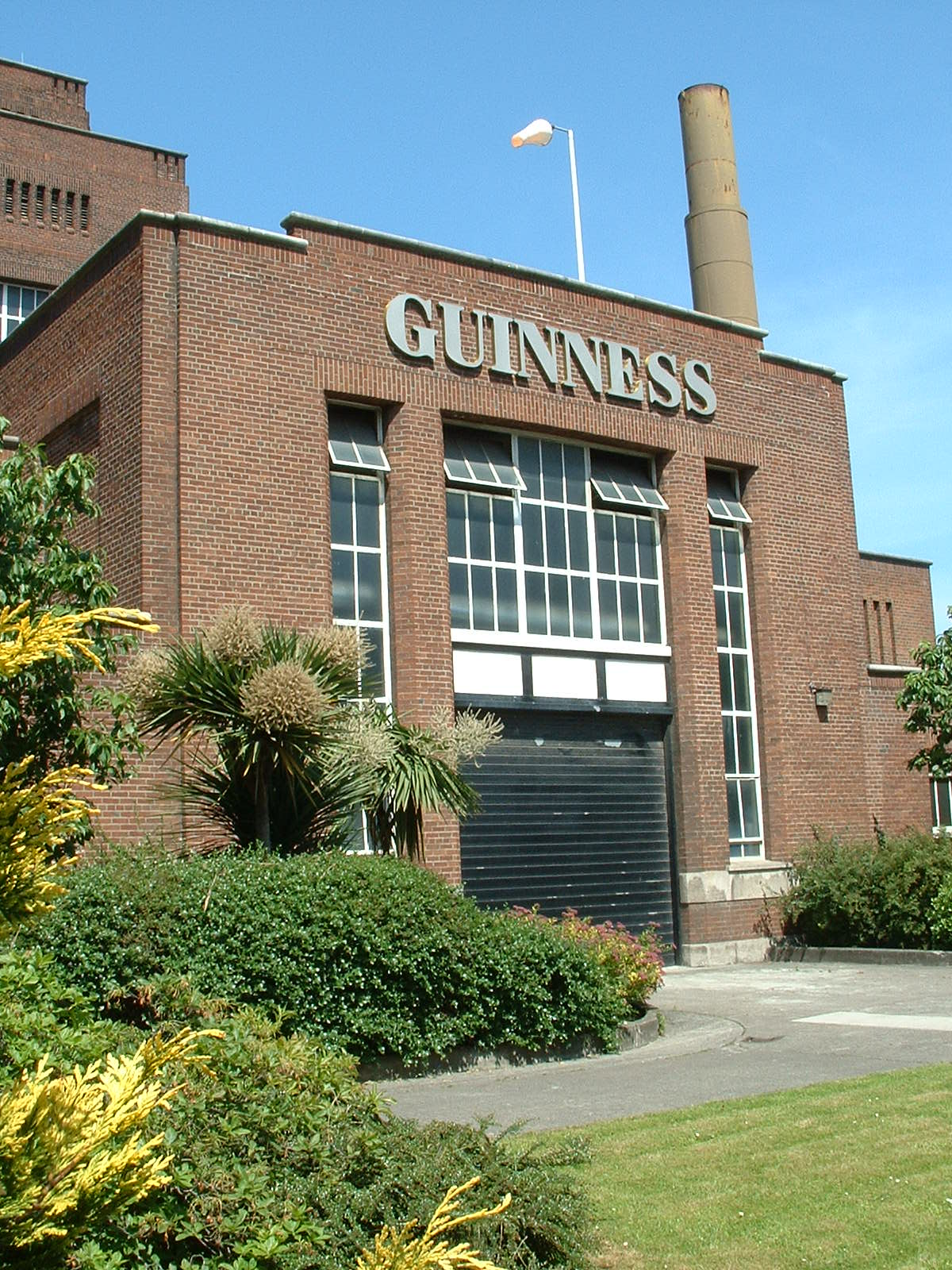
기네스 양조장.

1756년에 아서 기네스가 작은 양조장을 세웠다가 1759년에 더블린으로 이전했다. 처음에는 에일을 양조했으나, 후일 런던에서 수입된 흑맥주로 업종을 바꾸었다. 기네스는 성장을 거듭하여 20세기 초에는 세계 최대 규모의 양조장이 되어 아일랜드식 맥주를 세계 각국에 수출하였다. 현재는 세계 최대의 양조장은 아니지만, 흑맥주에만 국한해서 보면 여전히 세계 최대이다.

## 참고 자료
- Griffiths, Iorwerth. Beer and Cider in Ireland: The Complete Guide. ISBN 978-1-905483-17-4.
- Protz, Roger. The Complete Guide to World Beer. ISBN 1-84442-865-6.